# Apfel-Gletscher
Der Apfel-Gletscher ist ein Gletscher im an der Knox-Küste des ostantarktischen Wilkeslands. Er fließt in westnordwestlicher Richtung entlang der Südflanke der Bunger Hills und mündet in Form der Edisto-Gletscherzunge in den Edisto-Kanal der Mawson-See. 
Kartiert wurde er anhand von Luftaufnahmen, die bei der Operation Highjump (1946–1947) entstanden. Das Advisory Committee on Antarctic Names benannte ihn nach dem US-amerikanischen Geologen Earl Taylor Apfel (1892–1973) von der Syracuse University, der bei der Operation Windmill (1947–1948) an der Errichtung astronomischer Beobachtungsstationen im Königin-Marie-Land sowie an der Knox– und Budd-Küste im Wilkesland beteiligt war.